# Алексеева, Елена Павловна
Елена Павловна Алексеева (род. 1948, СССР) — советская актриса театра и кино.

## Биография
Елена Павловна Алексеева родилась в 1948 году.
В 1972 году была принята в труппу Ленинградского Большого драматического театра им. Горького, в котором служила до 1992 года. Дебютировала на сцене БДТ в спектакле «Ханума» в роли Соны, ставшей благодаря видеозаписи спектакля самой известной её ролью.

### Семья
- Муж — драматург, киносценарист Генрих Рябкин (1927—1992).
- Дочь — Ольга Рябкина

## Творчество

### Театральные работы
- 1972 — «Ханума» А. Цагарели. Постановка Г. А. Товстоногова — Сона
- 1973 — «Бедная Лиза» Н. Карамзина. Постановка М. Г. Розовского — Лиза
- 1977 — «Влияние гамма-лучей на бледно-желтые ноготки» П. Зиндела. Постановка Г. А. Товстоногова -
- 1983 — «Смерть Тарелкина» А. В. Сухово-Кобылина. Постановка Г. А. Товстоногова — дочурка

### Фильмография
1. 1973 — Прикосновение — Инга
2. 1974 — Сержант милиции — Катя Смирнова
3. 1980 — Серебряные озёра — эпизод
4. 1983 — Средь бела дня… — Валюша
5. 1989 — Женитьба Бальзаминова
6. 1991 — Маманты-папанты. Лохматое шоу